# Торговый дом Кунст и Альберс в Офицерской слободе
Торговый дом «Кунст и Альберс» в Офицерской слободе — здание магазина во Владивостоке. Построено в 1906 году. Автор проекта — известный владивостокский архитектор Георгий Романович Юнгхендель. Историческое здание по адресу Светланская улица, 104 сегодня является объектом культурного наследия Российской Федерации.

## История
Здание построено неподалёку от Мальцевского рынка в 1906 году по проекту известного владивостокского архитектора Георгия Романовича Юнгхенделя. В здании располагалось отделение универсального магазина торгового дома «Кунст и Альберс».   

## Архитектура
Строение одноэтажное, Г-образное в плане, со стенами из кирпича под штукатурку. Оно занимает угловое положение на перекрёстке улицы Светланской и улицы Капитана Шефнера. Со стороны Шефнера оно имеет цокольный этаж. Главный вход расположен с угла: он акцентирован полукруглым фронтоном с двухъярусной купольно-шатровой крышей над ним. Архитектурные детали фасадов характерны для стиля романтический модерн: стены рустованы тонким горизонтальным рустом и расчленены лёгкими канелированными пилятрами и завершаются широким фризом, объединяющим угловой фронтон и высокие овальные аттики над его крыльями. В декоре и лепнине повторяются темы, использованные в главном здании торговой конторы — Универсальном магазине торгового дома «Кунст и Альберс». Участок, на котором здание расположено, ограждён декоративной кирпичной стеной с воротами в виде полуциркулярной арки.